# Arendal Fotball
Az Arendal Fotball egy norvég labdarúgócsapat Arendal városában. A csapat hazai pályán a Bjønnes Stadionban játszik. A klub jelenleg a norvég harmadosztályban szerepel.

## Játékoskeret
| #  |     | Poszt | Név                        |
| -- | --- | ----- | -------------------------- |
| 1  | NOR | K     | Jonatan Strand Byttingsvik |
| 2  | NOR | V     | Jonas Tillung Fredriksen   |
| 3  | NOR | V     | Olav Hovstad               |
| 5  | NOR | V     | Christer Reppesgård Hansen |
| 6  | NOR | KP    | Tord Salte                 |
| 7  | NOR | KP    | Preben Skeie               |
| 8  | DEN | CS    | Rasmus Christensen         |
| 9  | NOR | CS    | Andreas Hellum             |
| 10 | NOR | KP    | Sebastian Remme Berge      |
| 11 | NOR | KP    | Sverre Martin Torp         |
| 13 | DEN | V     | Sune Kiilerich             |
| 14 | NOR | CS    | Kristian Eriksen           |

| #  |     | Poszt | Név                        |
| -- | --- | ----- | -------------------------- |
| 16 | NOR | KP    | Daniel Alexander Roppestad |
| 17 | NOR | CS    | Håvard Meinseth            |
| 19 | NOR | CS    | Ole Marius Håbestad        |
| 20 | NOR | CS    | Mathias Johansen           |
| 21 | DEN | KP    | Magnus Nørby Madsen        |
| 22 | NOR | V     | Edvard Linnebo Race        |
| 23 | NOR | KP    | Redon Pllana               |
| 25 | SWE | V     | Tobias Englund             |
| 27 | NOR | K     | Mathias Skjævestad         |
| 29 | NOR | CS    | Sander Lille-Løvø          |
| 37 | NOR | KP    | Filip Mang-Thang           |
| 77 | DEN | V     | Mads Nørby Madsen          |

## Híresebb játékosok
- Kovács Péter
- Ylldren Ibrahimaj